# Jonathan Page
Jonathan Page (Tilton, Nou Hampshire, 16 de setembre de 1976) és un ciclista estatunidenc. Combina la carretera amb el ciclocròs, on ha aconseguit guanyar el campionat nacional diversos cops.

## Palmarès en ruta
- 1996
  - Vencedor d'una etapa a la Volta a la Baixa Saxònia
- 2002
  - 1r a la Green Mountain Stage Race i vencedor d'una etapa
- 2005
  - 1r al Fitchburg Longsjo Classic i vencedor d'una etapa
  - Vencedor d'una etapa a l'International Cycling Classic
- 2007
  - Vencedor d'una etapa al Fitchburg Longsjo Classic
- 2008
  - Vencedor d'una etapa a l'International Cycling Classic

## Palmarès en ciclocròs
- 1995-1996
  -  Campió dels Estats Units sub-23 en ciclocròs
- 1996-1997
  -  Campió dels Estats Units sub-23 en ciclocròs
- 2002-2003
  -  Campió dels Estats Units en ciclocròs
- 2003-2004
  -  Campió dels Estats Units en ciclocròs
- 2004-2005
  -  Campió dels Estats Units en ciclocròs
- 2012-2012
  -  Campió dels Estats Units en ciclocròs